# Svédország hadereje
Svédország hadereje a szárazföldi erőkből, a légierőből és a haditengerészetből áll.

## Svédországhaderejének néhány összefoglaló adata
Svédország a NATO tagja. Saját hadiiparral is rendelkezik, mely világszínvonalat képvisel.
- Katonai költségvetés: 5,6 milliárd amerikai dollár, a GDP 1,5%-a.
- Teljes személyi állomány:
  - 2005-2006 között: 27600 fő,
  - 2003-2004 között: 33 900 fő (benne 15 000 fő sorozott és újra behívott tartalékos),
  - 2001-ben: 51 000 fő.
  - 2017-ben: 55 000 fő.[1]
- Tartalékos: 262 000 fő (47 éves korig)
- A Nemzeti Gárda létszáma (2017): 22 000 fő.[1]
- Mozgósítható lakosság: 2 062 566 fő, melyből katonai szolgálatra 1 802 955 fő alkalmas 2001-ben.

A svéd férfiakat 1901 óta sorozták be a hadsereg kötelékébe, de a 2000-es évek végére gyakorlatilag már csak annak kellett katonai szolgálatot teljesítenie, aki magától jelentkezett erre. Míg a hidegháború idején a férfiak 85%-a volt katonaviselt, addig a századfordulóra ez a szám egyre csökkent, míg végül 2010-ben megszüntették. A megnövekedett orosz fenyegetettség miatt 2018-tól visszaállítják a kötelező sorkatonai szolgálatot, így négyezer 18 éves férfi és immár nő számára írják elő, hogy 9-12 hónapig szolgáljon a királyság hadseregében.

## Szárazföldi erő
Összhaderőnemi Parancsnokság:
- 4 Katonai Körzet Parancsnokság (Gotland szigettel együtt)
Nincsenek aktív egységek!
Állomány:
- 2 kiképző páncélozott ezred
- 2 kiképző gépesített ezred
- 1 kiképző tüzérezred

Mozgósításkor felállítható még:
- 6 gépesített dandár: 
  - 16 gépesített zászlóalj
  - 6 gyalogoszászlóalj
  - 1 ejtőernyősezred
  - 4 tüzérosztály
  - 4 légvédelmi osztály
  - 4 műszaki zászlóalj

### Fegyverzet
- 280 db harckocsi:
  - Strv 121 és Strv 122 (Leopard 2 alapján svéd gyártmányú harckocsik)
- 1330 db páncélozott gyalogsági harcjármű:
  - Pbv-302
  - Strf-9040
  - Pbv-501 (BMP–1-es)
- 743 db páncélozott szállító jármű

Tüzérségi lövegek:
- 154 db vontatott: 155 mm-esek (FH-77A, FH-77B)
- 26 db önjáró: 155 mm-esek (BK-1C)
- 599 db 120 mm-es aknavetők
- 70 db légvédelmi rakéta indító:
  - RBS-70
  - RB-20 (MIM–23 Hawk)
  - RBS-90

## Légierő, légvédelem: 7700 fő

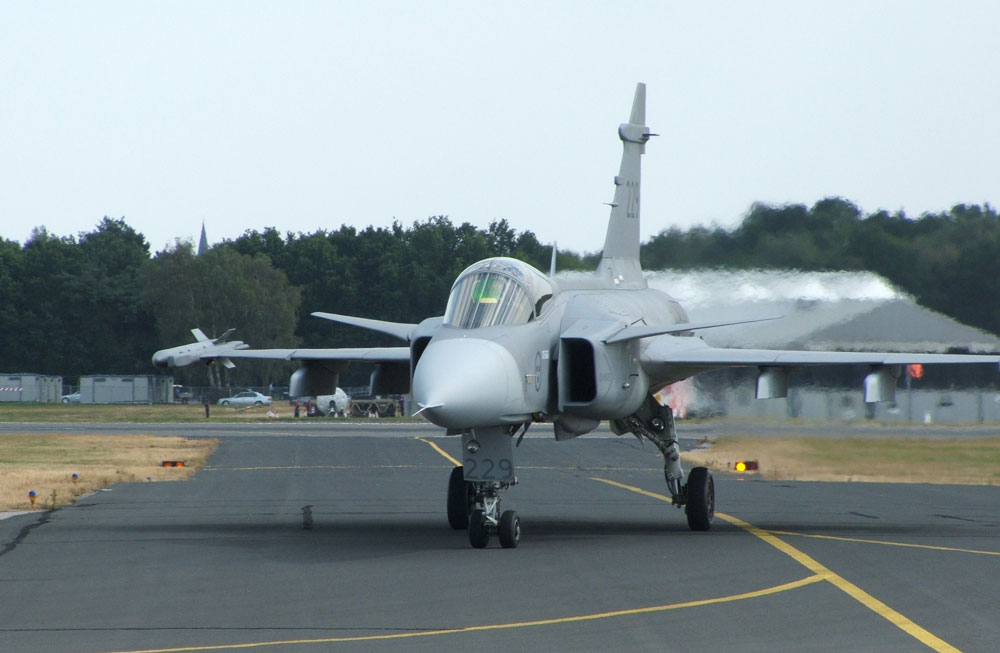
Svéd Gripen a Farnborough 2006-on.

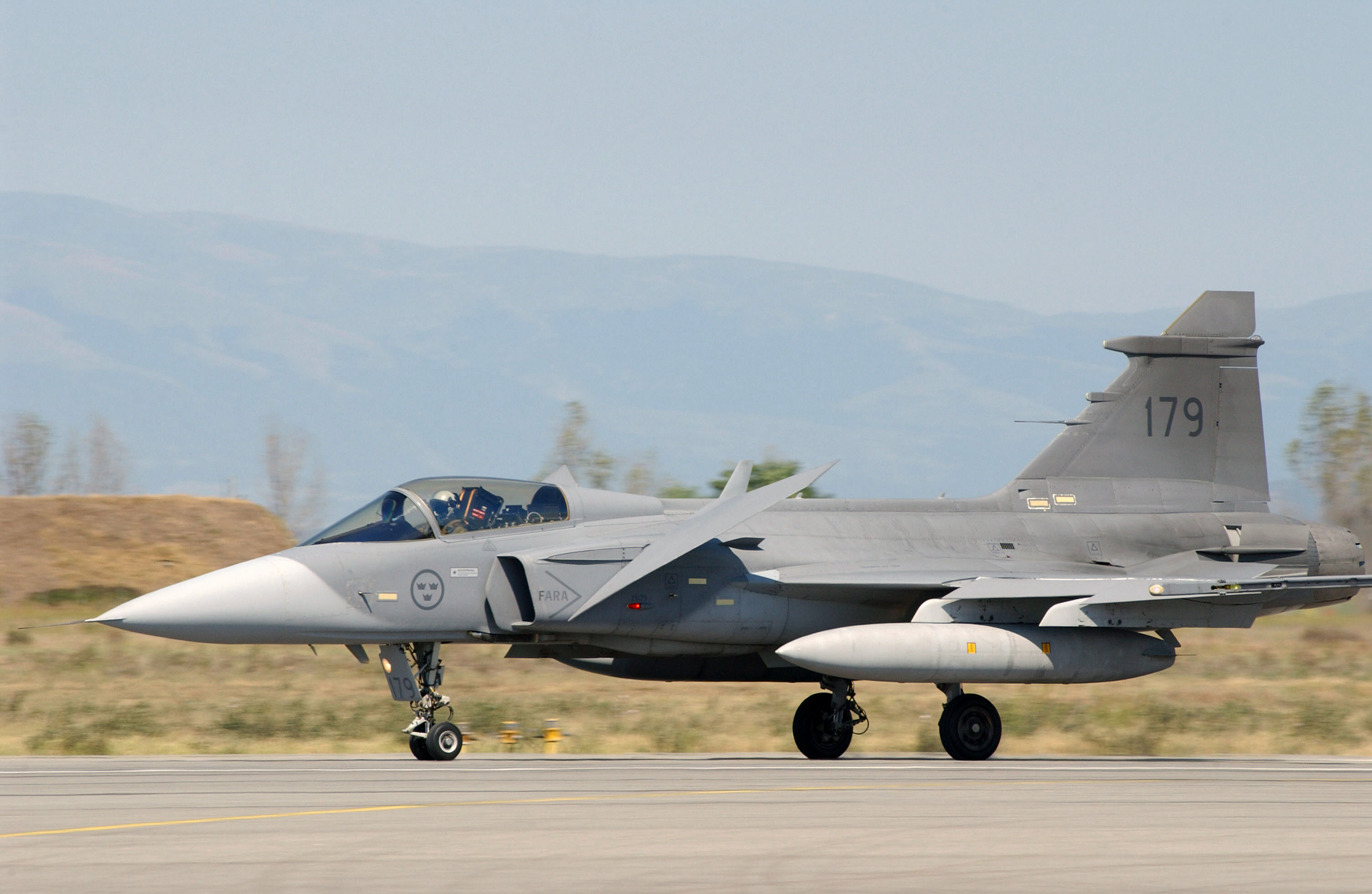
A Svéd Légierő Gripenje.

A Svéd Királyi Légierő (svédül: Flygvapnet) állományát 203 db harci gép alkotja. (nincs harci helikopter)
Repülési idő: 110-140 óra
Állomány: 
- 1 század közvetlen támogató, felderítő:
  - 18 db Saab-AJSH-37, Saab-AJSF-37
- 2 század vadász:
  - 36 db Saab JA-37 Viggen
- 5 század több feladatú:
  - 116 db JAS 39 Gripen A, JAS 39 Gripen B
- 1 század kiképző:
  - 12 db Saab SK–37E
- 6 század szállító:
  - Tp–84 (C–130 Hercules), Tp–101 (Beechcraft Super King Air 200), Tp–102 (Gulfstream IV), Tp–100 (Saab 340)

Helikopterek: kb 110 db.

## Haditengerészet: 2100 fő
A Svéd Királyi Haditengerészet (Marinen) hadműveleti koncepciója a tengerek és a partvidékek találkozásánál felmerülő speciális feladatok megoldását célozza. Ennek érdekében hasznosítani tudják a svéd partvidék és szigetvilág kemény környezetében szerzett évszázados tapasztalataikat. Az ilyen környezetben végzett sikeres harctevékenységhez gyorsaság, tűzerő és többdimenziós képesség szükséges.
A svéd haditengerészet különösen kitűnik a kétéltű műveletek végrehajtásában. Nagy gyakorlatuk van a tengerre szállás, a partraszállás, és a sekély, szűk parti vizeken folytatott tevékenység terén. A svéd haditengerészet komoly szárazföldi képességekkel is rendelkezik, a tengerészgyalogosok megfelelő közlekedési eszközökkel kiegészítve képesek ellátni egy könnyű gyalogos zászlóalj feladatait.
Nemzetközi együttműködésben a svéd haditengerészet képes tartós műveletekre, az ellenőrzés megteremtésére és fenntartására saját felelősségi területén belül akár 12 hónapos időtartamra is.
A svéd haditengerészet egységeinek mozgékonysága alkalmassá teszi azokat a korai belépő erő szerepének ellátására. Gyorsreagálású erőként és előretolt műveletekben hat hónapos időtartamig tudnak tevékenykedni.

### Nemzetközi tapasztalatok
A svéd haditengerészet és tengerészgyalogság egységei és katonái számos nemzetközi műveletben vettek részt Boszniában, Koszovóban, Afganisztánban és Csádban, valamint az Ádeni-öböl vizein.
A svéd haditengerészetnek soros és hosszú időre visszatekintő együttműködése van finn megfelelőjével, a Nyland brigáddal. Jelentős együttműködést folytatnak ezenkívül az egyesült államokbeli US Navy Riverine Group One-nal, az amerikai tengerészgyalogsággal (US Marines), a királyi brit és holland tengerészgyalogsággal, valamint az USA haditengerészetével (US Navy) is. A közös műveletek során együtt használták az amerikai USS Tortuga(en), a brit HMS Bulwark(en) és a holland LPD Rotterdam(en) hajókat mint platformokat.

### Szervezeti felépítés
Az 1. tengerészgyalogos ezred a Berga haditengerészeti támaszponton állomásozik. Az ezred fő harci egysége a kétéltű zászlóalj (Amphibious Battalion) szintén Bergában kapott elhelyezést, együtt egy támogató, egy kutató-fejlesztő és egy kiképző alegységgel. Az ezrednek van még egy őrhajós százada (Patrol Boat Company) Göteborgban és egy kiképző alegysége Visbyben, Gotland szigetén. Az ezrednek gyakorlóterei és lőterei vannak sokfelé a svéd szigetvilágban valamint Gotland szigetén.
A kétéltű zászlóalj kötelékébe tartozik a parancsnoki század a törzzsel, a híradókkal és a felderítőkkel; egy harci támogató század 81mm-es aknavetőkkel és RBS 17 (Hellfire) hajók elleni rakétákkal, egy vadász (Ranger) század támadó-felderítő búvárokkal és parti vadászokkal; három tengerészgyalogos lövészszázad és egy harci támogató század csapatszállító légpárnás járművekkel (LCAC) (amelyek a befagyott tengeren vagy a parti hómezőkön is el tudják látni feladataikat) és javító, ellátó és egészségügyi alegységekkel.
A zászlóalj felszerelésében találhatók a CB90 osztályú(en), svéd fejlesztésű gyorsnaszádok, személyszállító és tűztámogató, C² (Command and Control, parancsnoki) és egészségügyi mentő (medevac) változatokban. Ez a hajóállomány, kiegészítve a gyorsjáratú szállító hajókkal, lehetővé teszi az egész zászlóalj vízi tevékenységét.
A kétéltű zászlóalj állományából választják ki a tengeri gyorsreagálású egységet (Marine Reaction Unit) például az EU missziók céljaira. Ez tartalmazhat egy parancsnoki és szolgáltató századot, egy felderítő/vadász szakaszt és egy tengerészgyalogos századot.
Hajóállomány
- 11 db korvett
- 7 db hagyományos tengeralattjáró
- 45 db őrhajó és partvédelmi hajó
- 22 db aknarakó-szedő hajó
- 110 db kisebb deszanthajó
- 23 db vegyes feladatú

Bővebben:
- Korvettek:
  - 5 db Visby osztályú korvett (lopakodó rendszerű korvett)
    - HMS Visby (K31)
    - HMS Helsingborg (K32)
    - HMS Härnösand (K33)
    - HMS Nyköping (K34)
    - HMS Karlstad (K35)

  - 4 db Göteborg osztályú korvett
    - HMS Göteborg (K21)
    - HMS Gävle (K22)
    - HMS Kalmar (K23)
    - HMS Sundsvall (K24)

  - 2 db Stockholm osztályú korvett
    - HMS Stockholm (K11)
    - HMS Malmö (K12)
- 187 CB90 osztályú gyorsnaszád (Stridsbåt 90)
- 7 Landsort osztály
  - 4 db Styrsö osztály
  - HMS Carlskrona (M04)

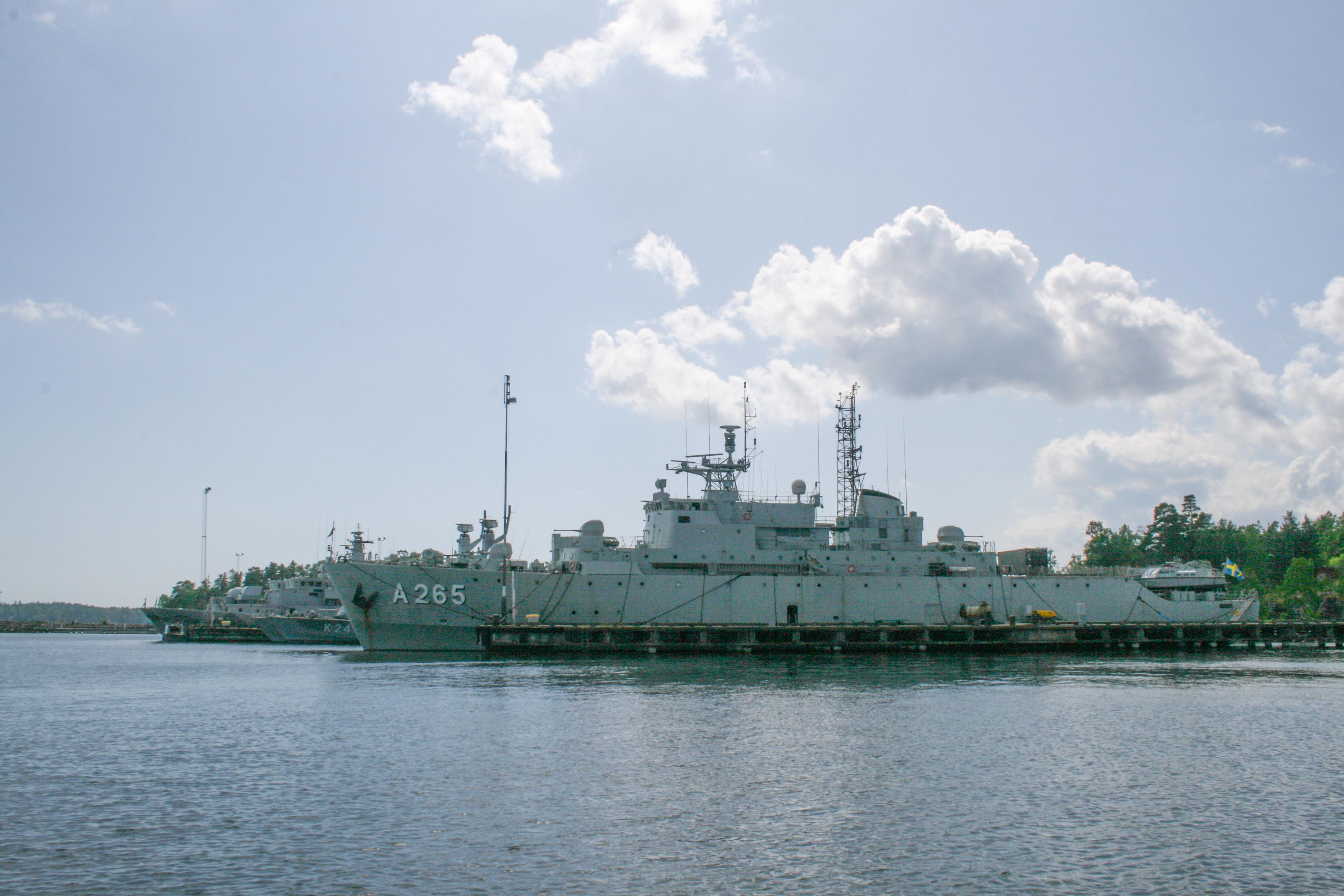
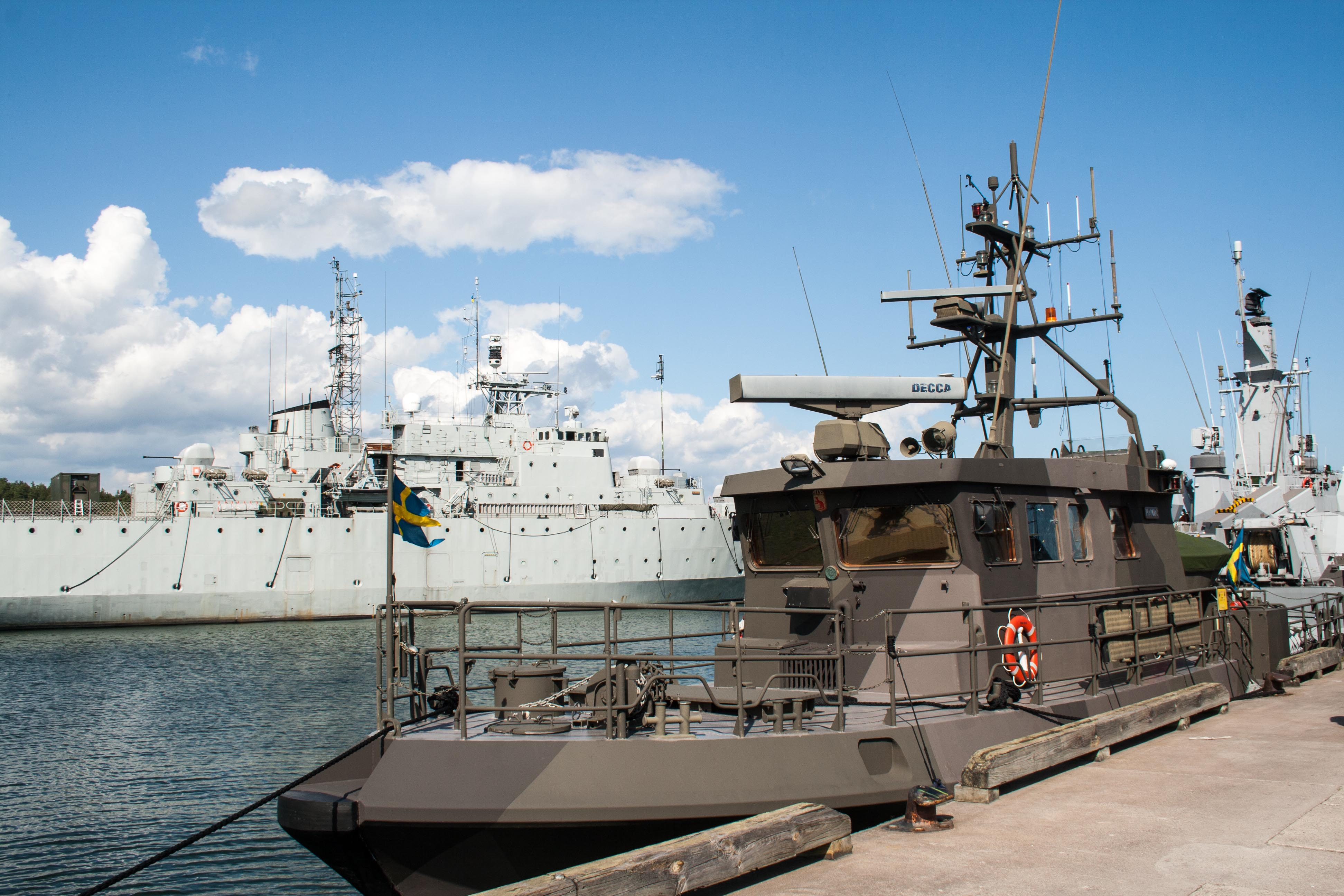
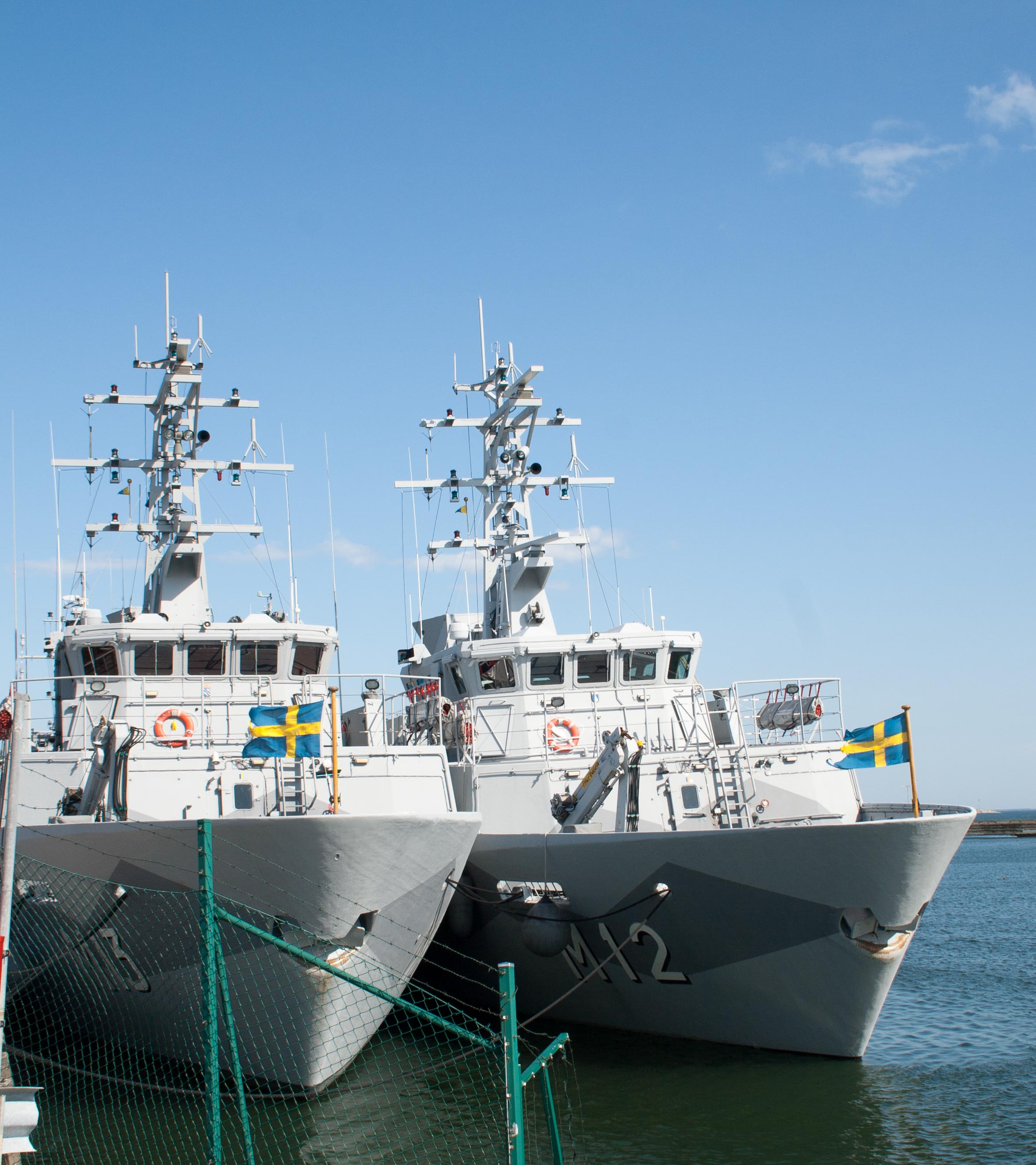
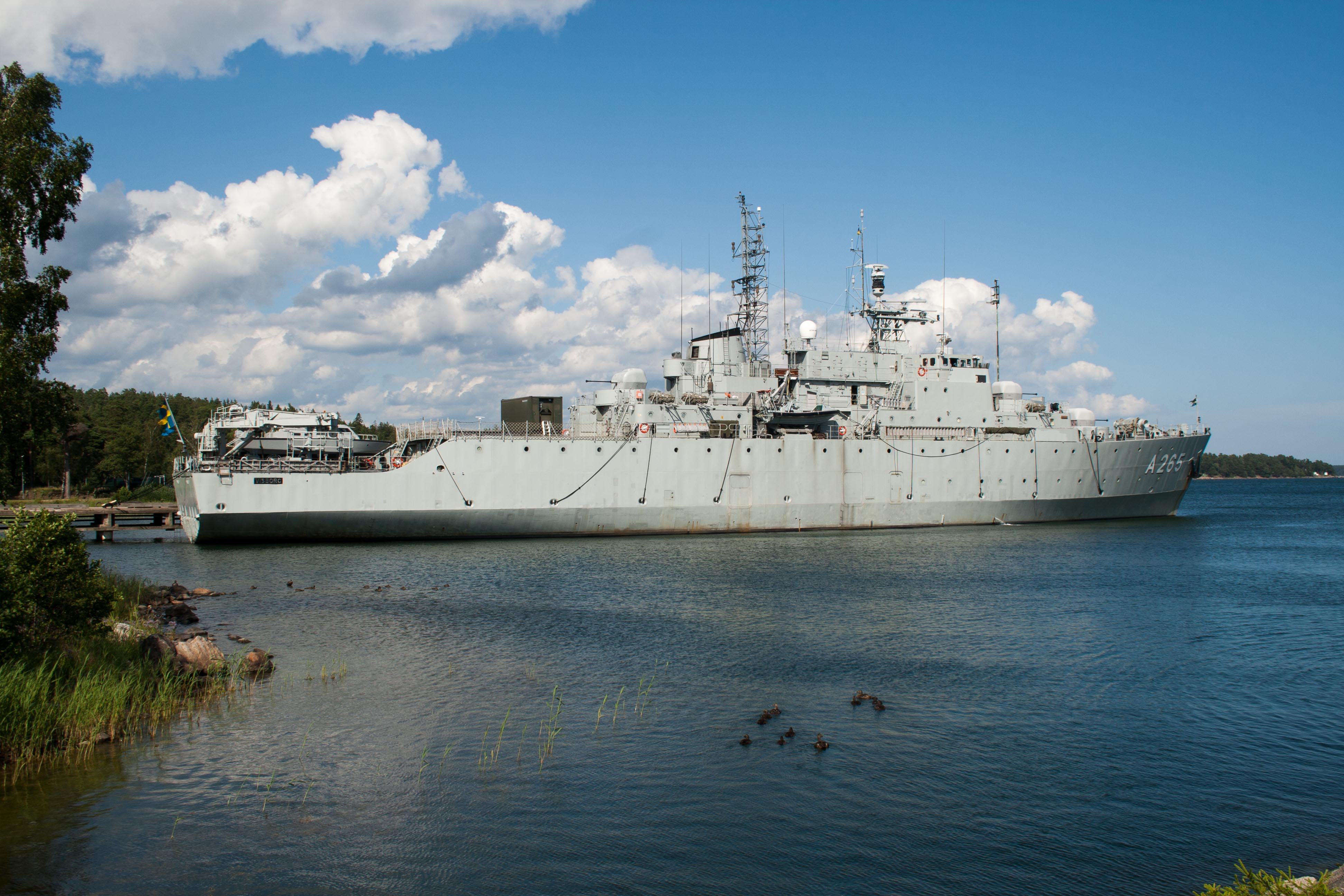
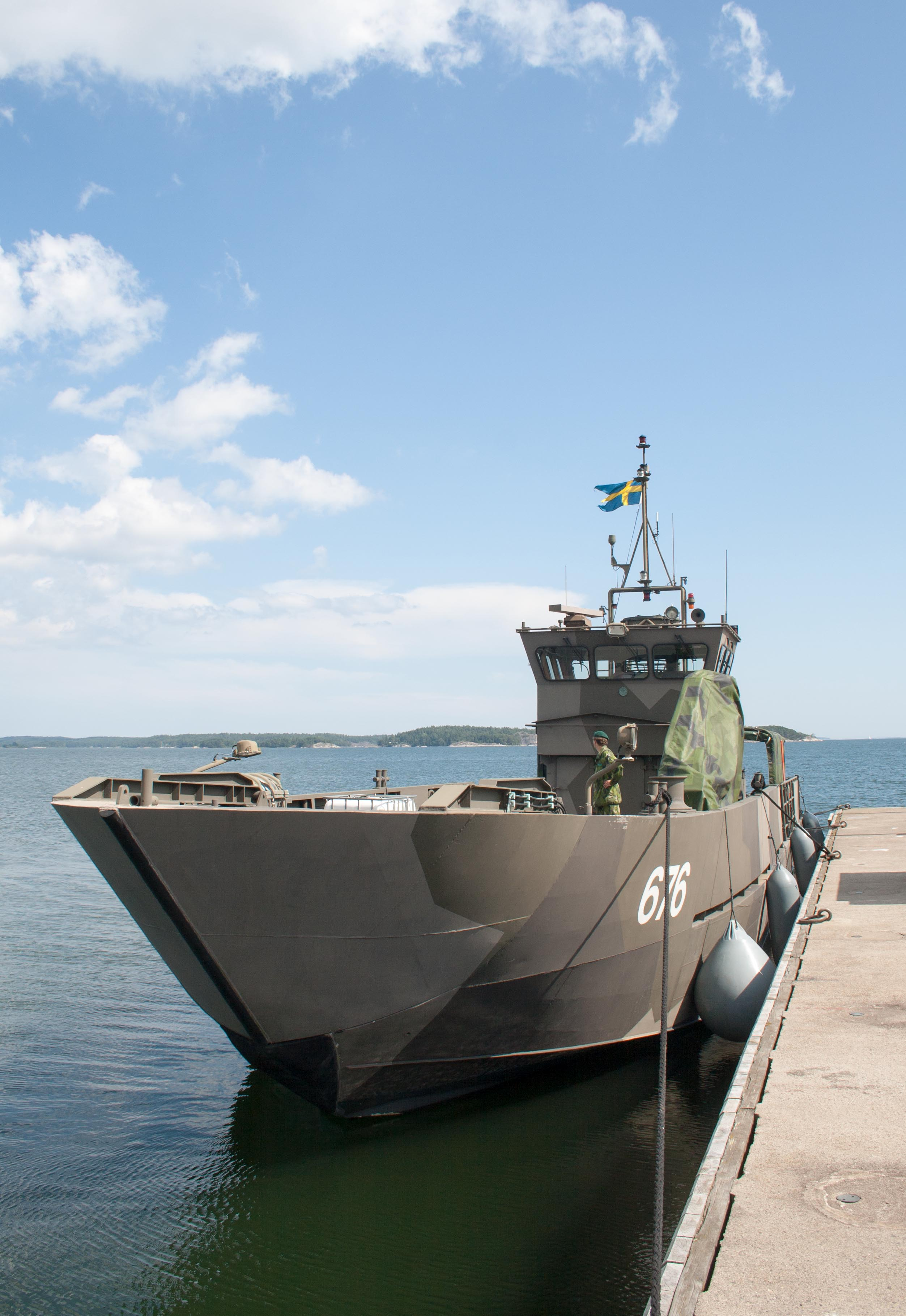
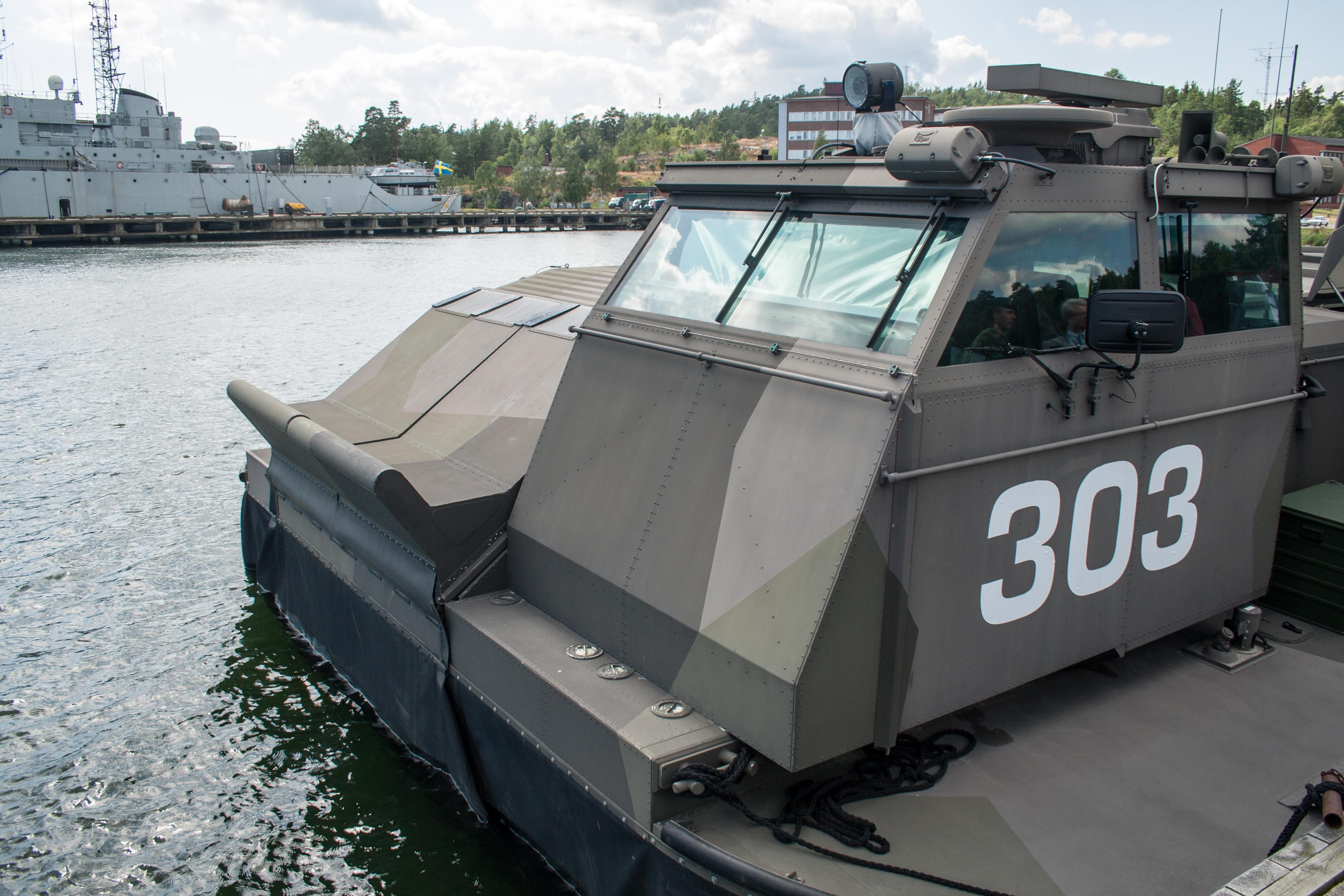
Légpárnás csapatszállító jármű vezetőállása
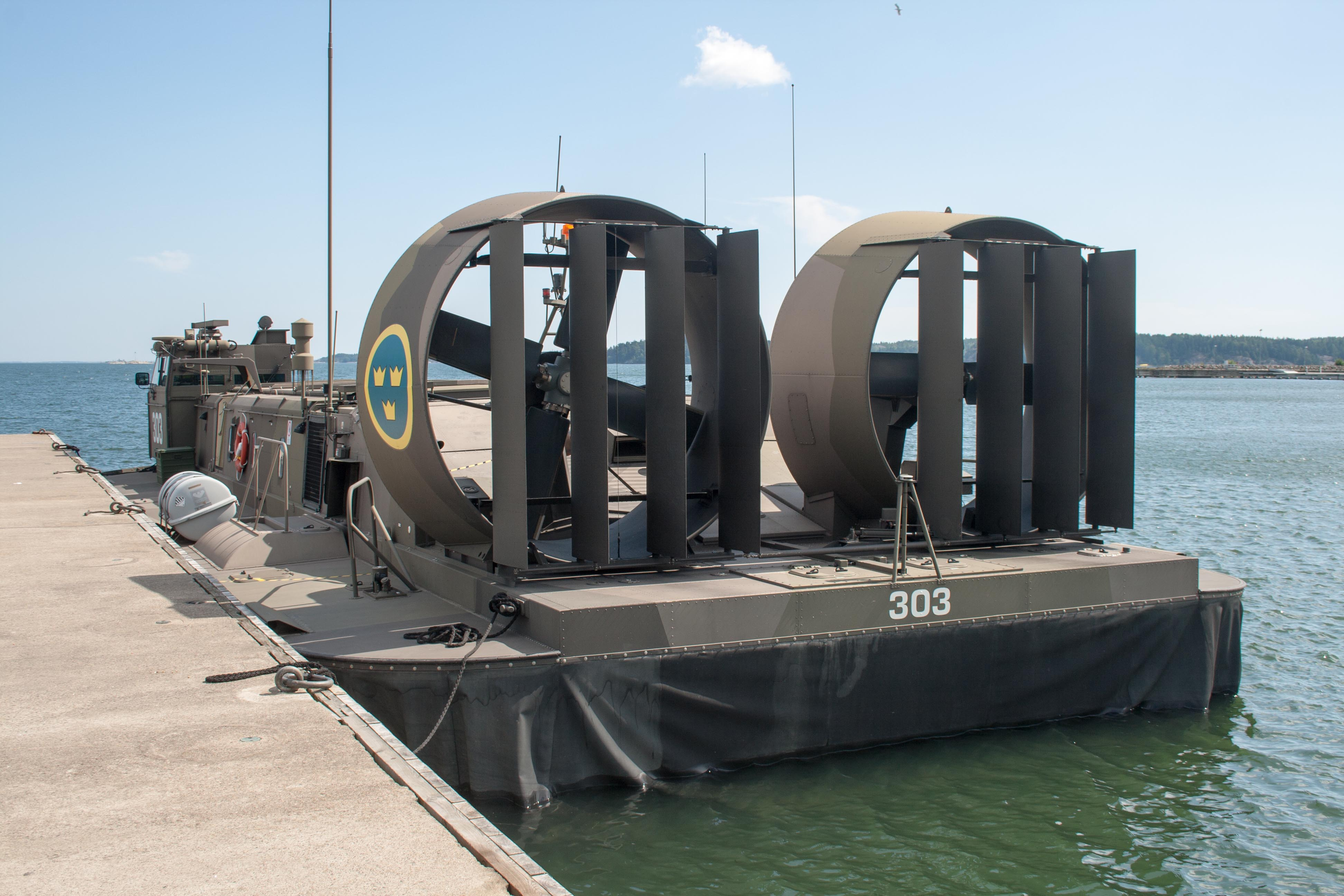
Légpárnás csapatszállító jármű hátulról
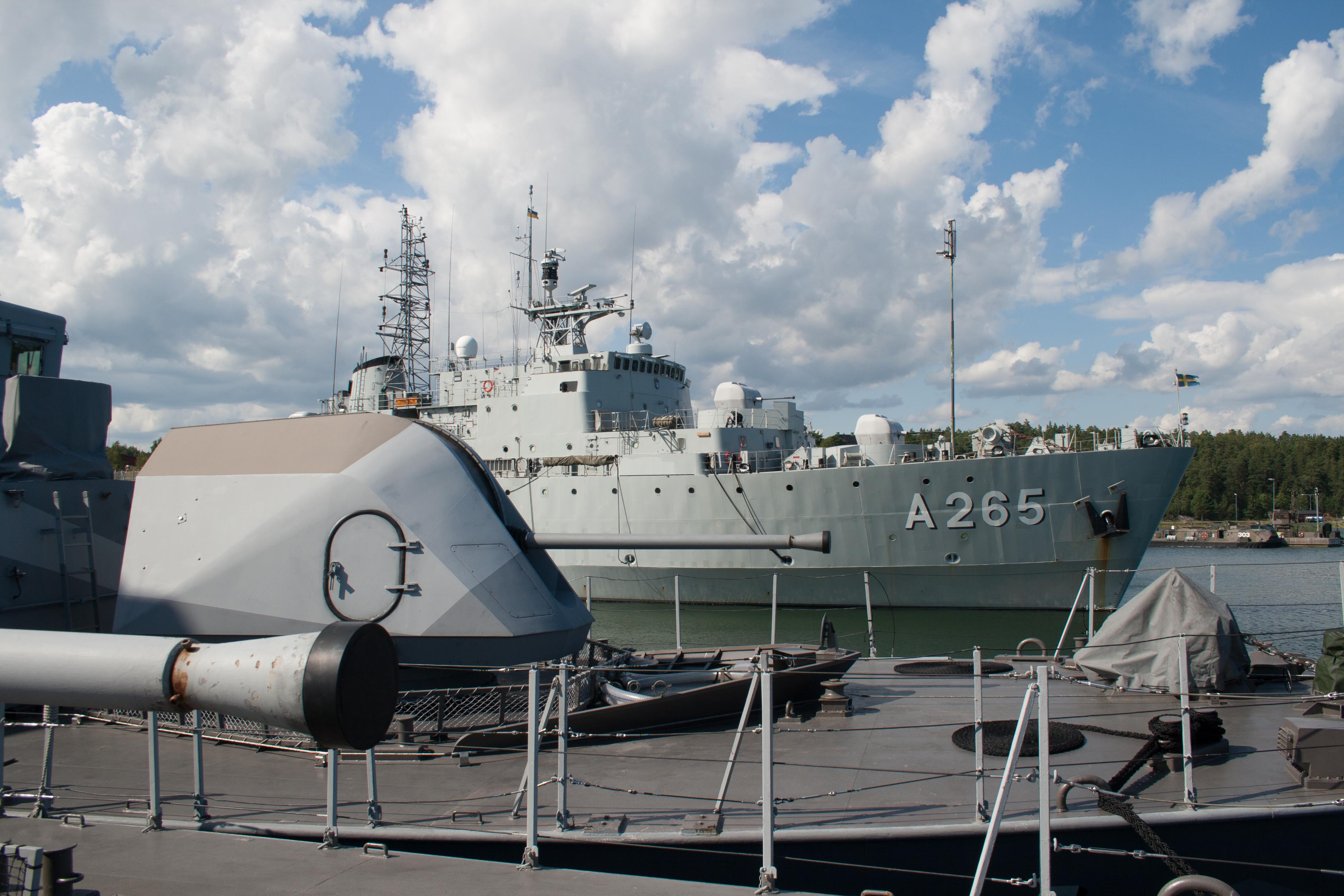
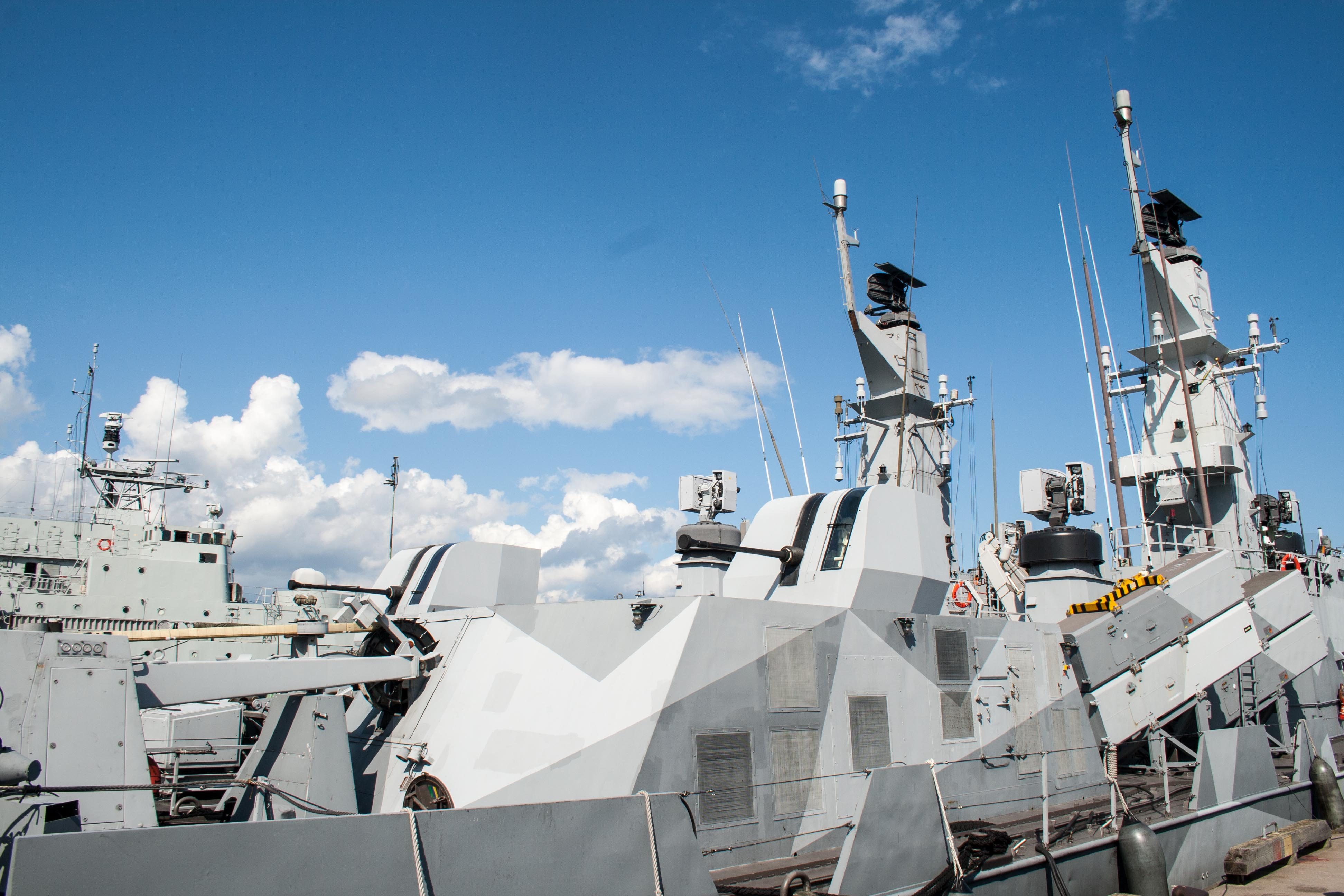
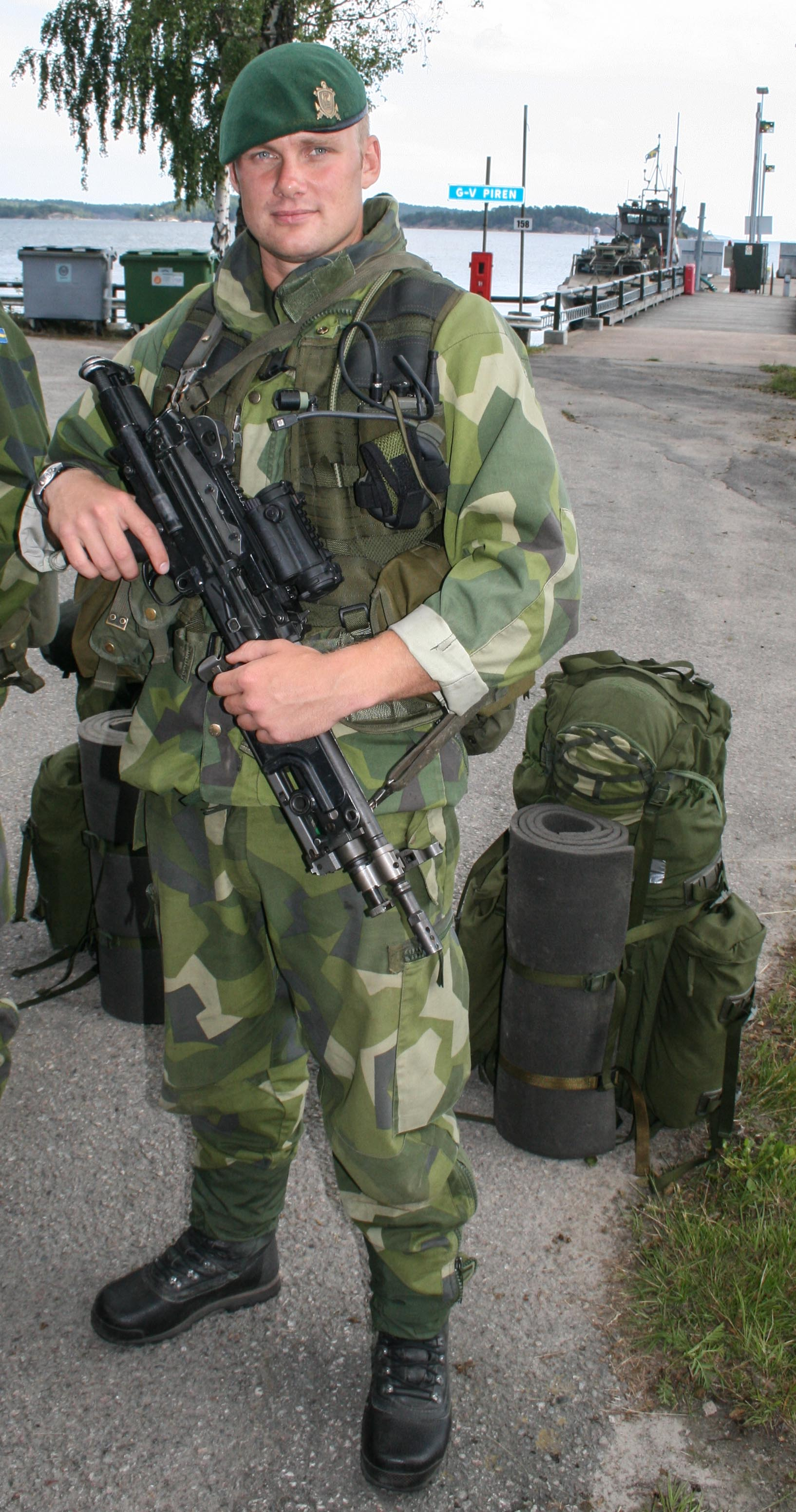
Tengerészgyalogos katona felszereléssel
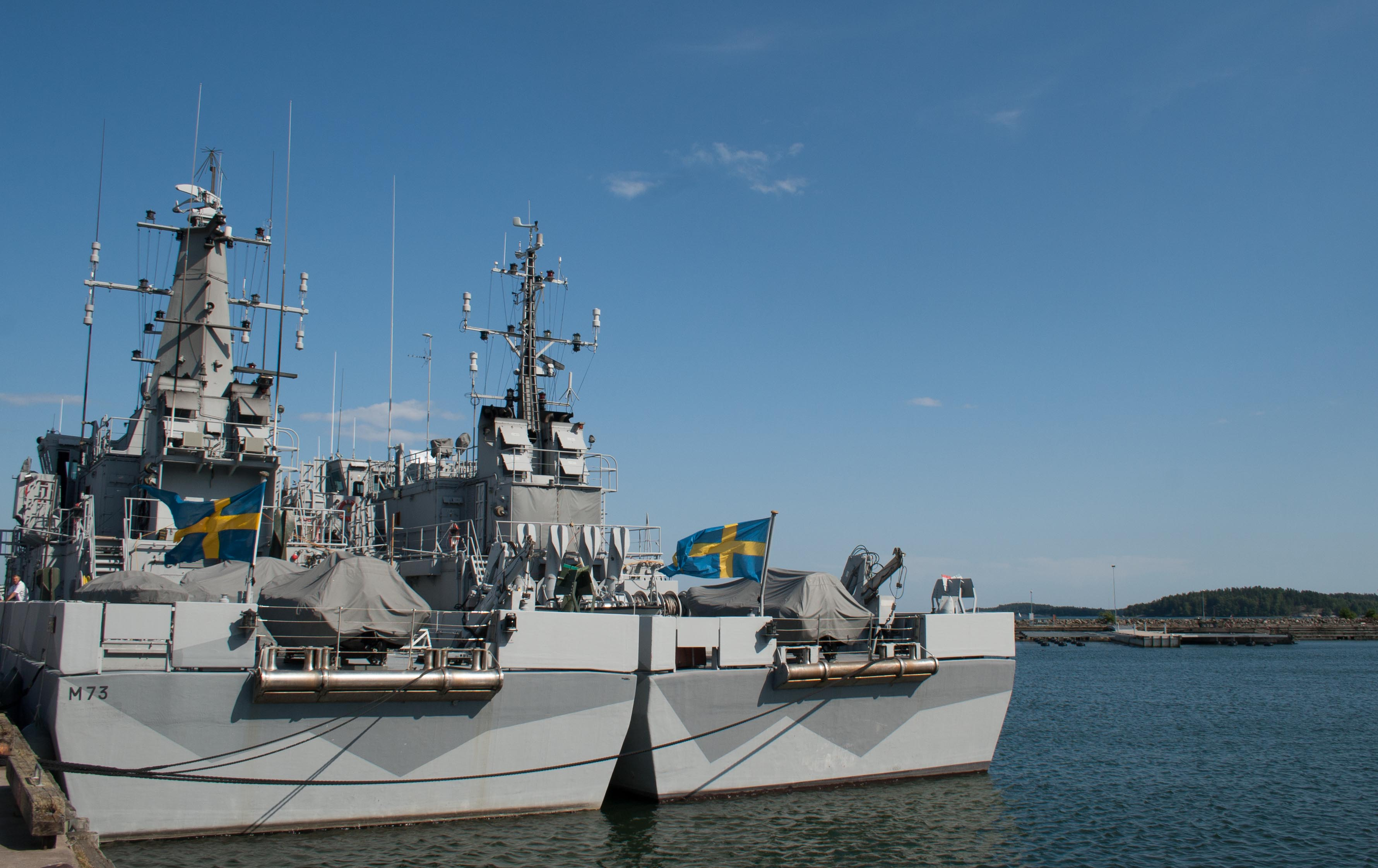